# Prigionieri delle tenebre
Prigionieri delle tenebre è un film del 1952 diretto da Enrico Bomba, tratto dal romanzo La cieca di Sorrento di Francesco Mastriani.

## Trama
Napoli borbonica, inizio XIX secolo. Per appropriarsi di uno scrigno di gioielli custodito nella villa dei marchesi Rionero, Amedeo Pisani commette una rapina uccidendo la marchesa; Beatrice, la bambina di lei, nel cadere a terra perde la vista. Pisani viene condannato alla pena capitale e, nell'imminenza dell'esecuzione, consegna una lettera al sacerdote don Antonio e gli affida suo figlio Oliviero affinché se ne prenda cura. Il sacerdote avvia Oliviero all'istruzione superiore, poi gli fa leggere la lettera di suo padre e lo manda a Londra a studiare medicina. Leggendo la lettera, Oliviero viene a conoscenza della vicenda della sua condanna a morte. Intanto, nella villa dei Rionero, il marchese rimasto vedovo ha affidato l'amministrazione dei suoi beni al cavalier Amadeo che, nonostante il suo ripugnante aspetto fisico, è riuscito anche a ottenere la mano di Beatrice. Don Antonio convince il marchese a far tornare in Italia Oliviero, divenuto nel frattempo un celebre oculista, affinché possa tentare di ridare la vista alla ragazza, ma Amadeo si oppone temendo che la ragazza, una volta riacquistata la vista, possa perdere interesse verso di lui, e uccide quindi il sacerdote. Oliviero arriva a Napoli, cura con successo Beatrice e se ne innamora, ma quando il marchese viene a sapere chi era suo padre, lo allontana. Amadeo tenta di fuggire costringendo Beatrice a seguirlo, ma Oliviero ingaggia una colluttazione con lui e lo uccide. La ragazza, finalmente libera, diventerà sua moglie.

## Produzione
Il film è ascrivibile al filone dei melodrammi sentimentali, comunemente detto strappalacrime, allora molto in voga tra il pubblico italiano, in seguito ribattezzato dalla critica con il termine neorealismo d'appendice.

## Opere correlate
Il romanzo di Mastriani verrà nuovamente trasposto al cinema l'anno successivo con un'omonima pellicola diretta da Giacomo Gentilomo.